# Hvad er filosofi? (Deleuze & Guattari)
 For alternative betydninger, se Hvad er filosofi?. (Se også artikler, som begynder med Hvad er filosofi?)
Hvad er filosofi? (fransk: Qu'est-ce que la philosophie?) er en bog fra 1991 af den franske filosof Gilles Deleuze og psykoanalytikeren Félix Guattari.
Deleuze og Guattari beskæftiger sig med distinktionen mellem filosofi og videnskab, og indvender at førstnævnte omhandler begreber mens sidstnævnte omhandler funktioner. De diskuterer videnskabsfilosofi og matematikfilosofi.

## Baggrund
Deleuze kommenterede i et brev til en af sine oversættere at han i Hvad er filosofi? forsøgte at vende tilbage til "problemet med absolut immanens" og for at sige hvorfor Baruch Spinoza for ham er "filosoffernes prins".

## Modtagelse
Hvad er filosofi? blev en bestseller i Frankrig i 1991. Fysikerne Alan Sokal og Jean Bricmont skrev i Impostures Intellectuelles (1997) at Deleuze og Guattaris forsøg på at vise hvordan filosofi og videnskab er forskellige benytter sig af videnskabelige termer såsom "kaos" på forkert eller misvisende måde. De indvender at mens nogle dele af bogen ser ud til at diskutere seriøse problemstillinger indenfor videnskabens og matematikkens filosofi, er de ved nærmere undersøgelse stort set meningsløse.

## Fodnoter
1. ↑  Gyldendal - der hvor forfatterne er (Webside ikke længere tilgængelig)
2. 1 2  Sokal 1999. s. 155-59.
3. ↑  Deleuze 1990. s. 11.

## Yderligere læsning
- Deleuze, Gilles; Joughin, Martin (1990). Expressionism in Philosophy: Spinoza. New York: Zone Books. ISBN 0-942299-51-5.
- Sokal, Alan; Bricmont, Jean (1999). Fashionable Nonsense: Postmodern Intellectuals' Abuse of Science. New York: Picador. ISBN 0-312-20407-8.